# Gunung Aji (Kikim Timur)
Gunung Aji is een bestuurslaag in het regentschap Lahat van de provincie Zuid-Sumatra, Indonesië. Gunung Aji telt 825 inwoners (volkstelling 2010).